# 四日市市立下野小学校
四日市市立下野小学校（よっかいちしりつ しものしょうがっこう）は、三重県四日市市朝明町にある公立小学校。令和5年4月1日現在の児童数は、516名。
四日市市下野地区（旧下野村）が校区である。学校の南側には朝明川が流れ、川の南側には団地が存在する。学校の北側には田園地帯が広がっている。
1965年から1975年までの10年間で児童数は、7学級237名から21学級857名まで増加した。

## 校区
下野地区全域が校区である。梨の生産が盛んな農村だが、高度経済成長期に新興住宅団地が造成された。四日市市朝明町（旧中里）・山城町・札場町・北山町・大鐘町・西大鐘町・あさけが丘・八千代台の8町が校区である。

## 沿革
- 1876年（明治9年） - 開明学校を西大鐘村に開校する[4]。
- 1877年（明治10年） - 北山町に北山学校が開校[4]。
- 1880年（明治13年） - 開明学校と北山学校が合併して下野学校となる[4]。
- 1930年（昭和5年） - 校歌にも歌われるセコイアが植えられる[4]。
- 1941年（昭和16年） - 三重県三重郡下野国民学校と改称[4]。
- 1947年（昭和22年） - 三重県三重郡下野村立下野学校と改称[4]
- 1954年（昭和29年） - 四日市市立下野小学校と改称[4]
- 1971年（昭和46年） - 校歌が制定される[4]。
- 1976年（昭和51年） - 創立100周年[4]。
- 2004年（平成16年）8月4日 - 体育館が全焼、翌年3月修復工事が完了[4]。

## 校歌
校歌は、歌詞を児童会が考案し、阿部十三が補作、作曲は岡本敏明が行った。

## セコイア
1930年（昭和5年）に植えられた。セコイアは校歌にも歌われており、1番にセコイアの木に学びつつというところがある。また、下野小学校の校長が発行する学校便りの名前もセコイアの樹である。

## 事件
平成16年に体育館を、耐震工事をしていた。夏休み中の2004年8月4日工事の作業中に火花が引火し、体育館を全焼する火災となった。この火災による死傷者はなかった。また、体育館については半年後（2005年3月）に修復工事が終了した。
北校舎の給食運搬用のエレベータにてアスベストが発見された。四日市市教育委員会はエレベータの外側だったため、健康被害については問題はないとしている。

## 所在地と交通
- 所在地 - 三重県四日市市朝明町475-1
- 三岐鉄道三岐線 山城駅より徒歩20分[10]。
- 東名阪自動車道四日市東インターチェンジより車で5分[10]。

## 進学
児童の多くが四日市市立西朝明中学校に進学する。